# Gaio Popilio Lenate
Gaio Popilio Lenate (in latino Gaius Popilius Laenas) (fl. II secolo a.C.) è stato un politico romano, due volte console nel 172 e nel 158 a.C..

## Biografia
Apparteneva alla gens Popilia, che, come indicherebbe il nome, era di origine etrusca. Nel 169 a.C. fece parte dell'ambasciata inviata da Roma in Egitto per fermare l'invasione di Antioco IV Epifane, re di Siria. Alla richiesta romana di desistere dall'attaccare Alessandria, il sovrano seleucide prese tempo, ma Popilio gli impose di fermarsi e i Siriani si ritirarono. Censore nel 159 a.C., insieme al collega Scipione Nasica, fece costruire il primo orologio ad acqua in Roma.
Il suo primo consolato (172 a.C.), esercitato assieme al collega Publio Elio Ligure, è ricordato per aver rappresentato un evento di rottura con la tradizione: è infatti la prima volta che entrambi i componenti della coppia consolare sono di origine plebea.
Fu eletto console una seconda volta nel 158 a.C. con Marco Emilio Lepido.